# Женос (Верхние Пиренеи)
Жено́с (фр. Génos, окс. Genos) — коммуна во Франции, находится в регионе Юг — Пиренеи. Департамент — Верхние Пиренеи. Входит в состав кантона Бордер-Лурон. Округ коммуны — Баньер-де-Бигор.
Код INSEE коммуны — 65195.

## География

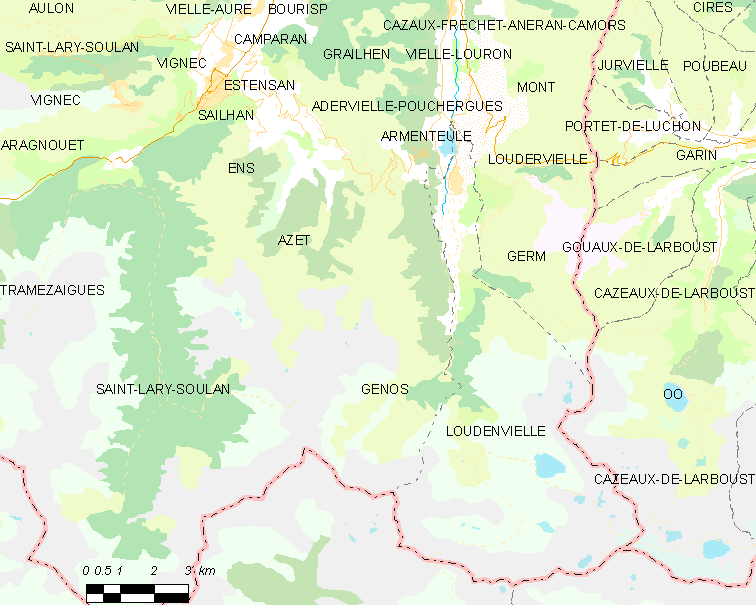
Карта коммуны

Коммуна расположена приблизительно в 690 км к югу от Парижа, в 125 км юго-западнее Тулузы, в 55 км к юго-востоку от Тарба.
На востоке коммуны протекает река Нест-дю-Лурон и расположено озеро Женос-Луданвьель.

## Климат
Климат умеренно-океанический с солнечной тёплой погодой и обильными осадками на протяжении практически всего года.

## Население
Население коммуны на 2010 год составляло 157 человек.
| 1962 | 1968 | 1975 | 1982 | 1990 | 1999 | 2010 |
| ---- | ---- | ---- | ---- | ---- | ---- | ---- |
| 128  | 123  | 116  | 168  | 138  | 127  | 157  |

## Администрация
| Период | Период | Фамилия       | Партия | Примечания |
| ------ | ------ | ------------- | ------ | ---------- |
| 2001   | 2020   | Оливье Картан |        |            |

## Экономика
В 2010 году среди 103 человек трудоспособного возраста (15-64 лет) 81 были экономически активными, 22 — неактивными (показатель активности — 78,6 %, в 1999 году было 80,2 %). Из 81 активных жителей работали 79 человек (51 мужчина и 28 женщин), безработных было 2 (1 мужчина и 1 женщина). Среди 22 неактивных 3 человека были учениками или студентами, 12 — пенсионерами, 7 были неактивными по другим причинам.

## Достопримечательности
- Приходская церковь Св. Роха (XII век). Исторический памятник с 2006 года[9]
- Приходская церковь Св. Винсента (XVI век)[10]
- Замок Женос (XIII век)[11]

## Фотогалерея

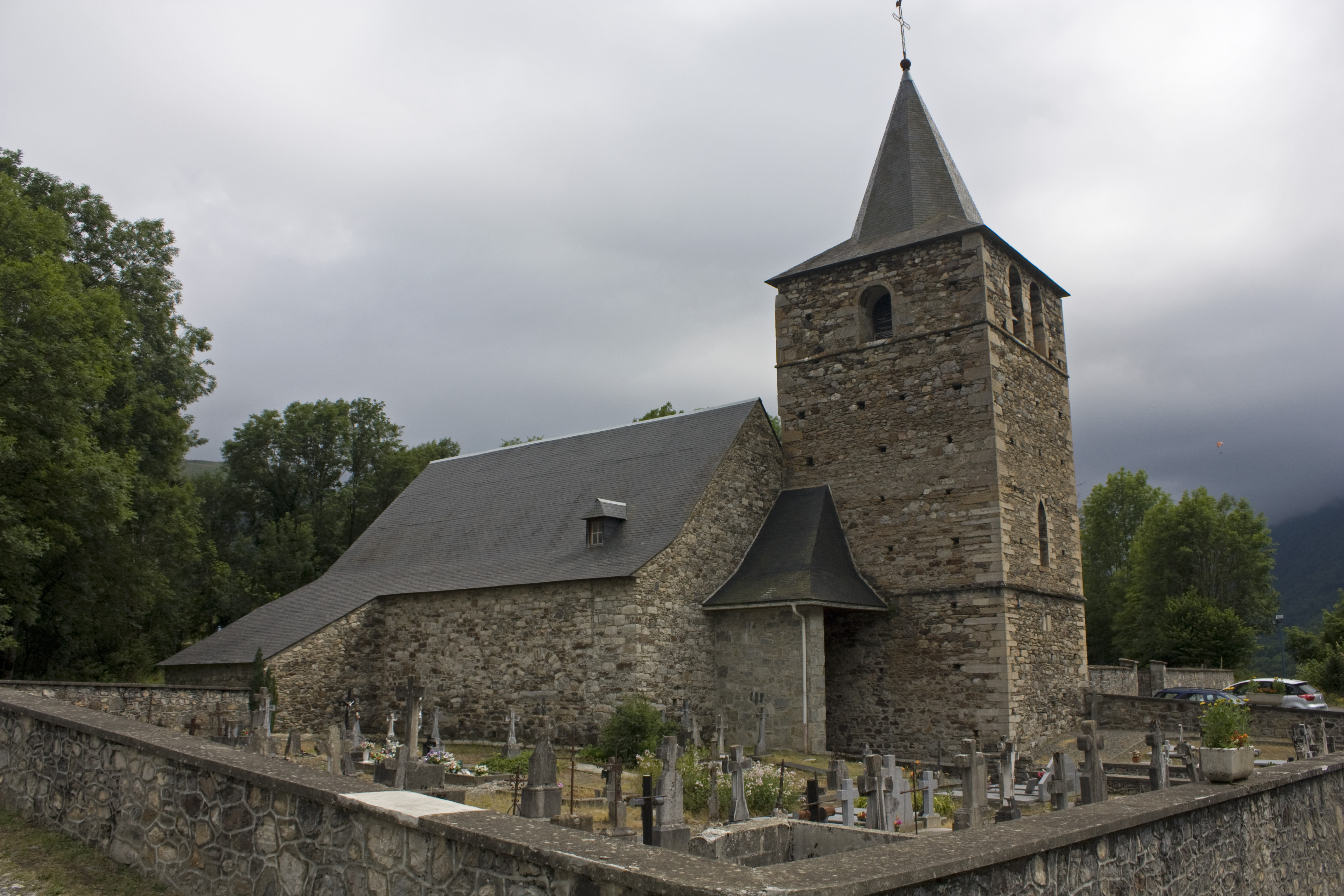
Церковь Св. Винсента
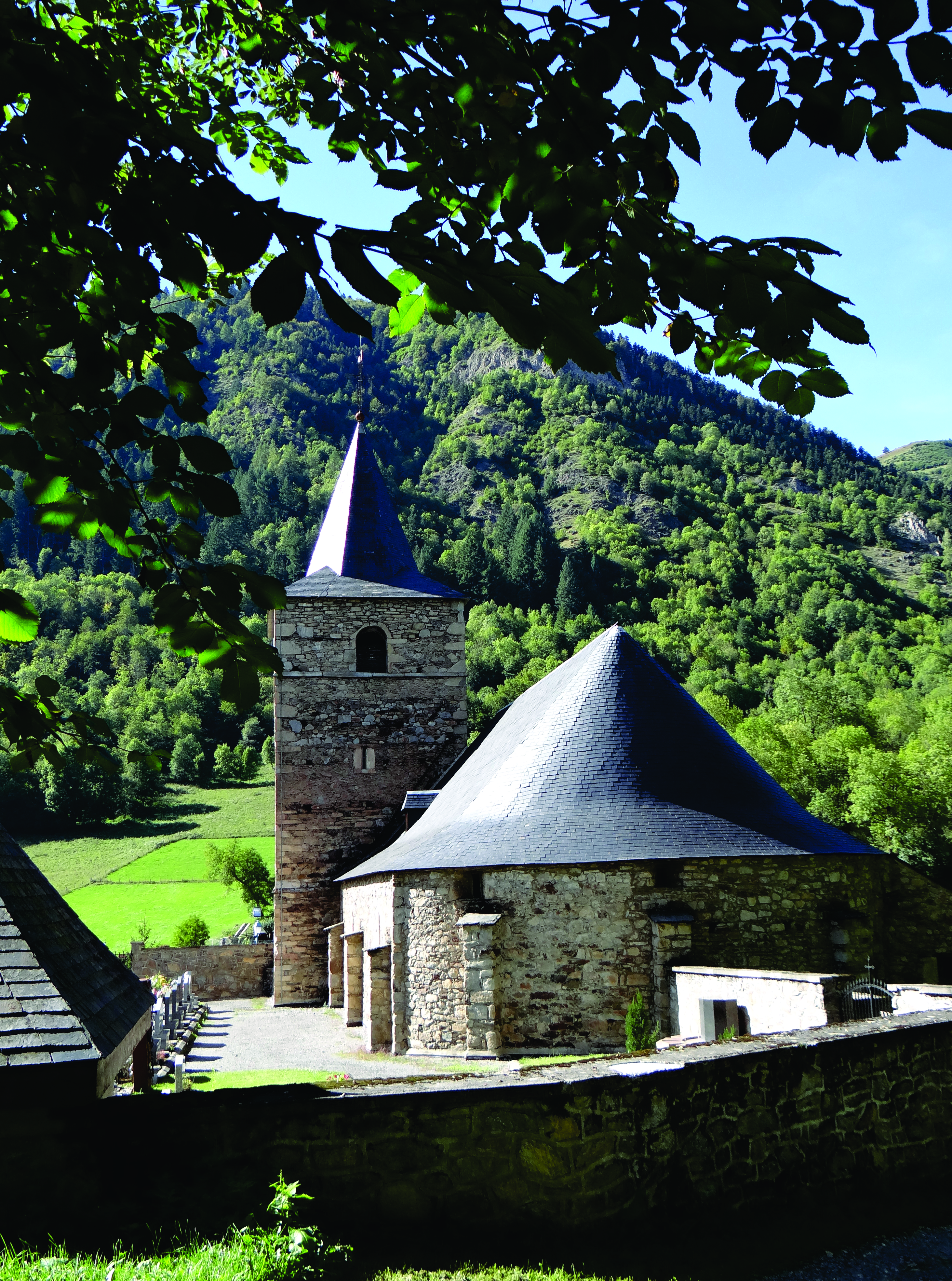
Церковь Св. Винсента
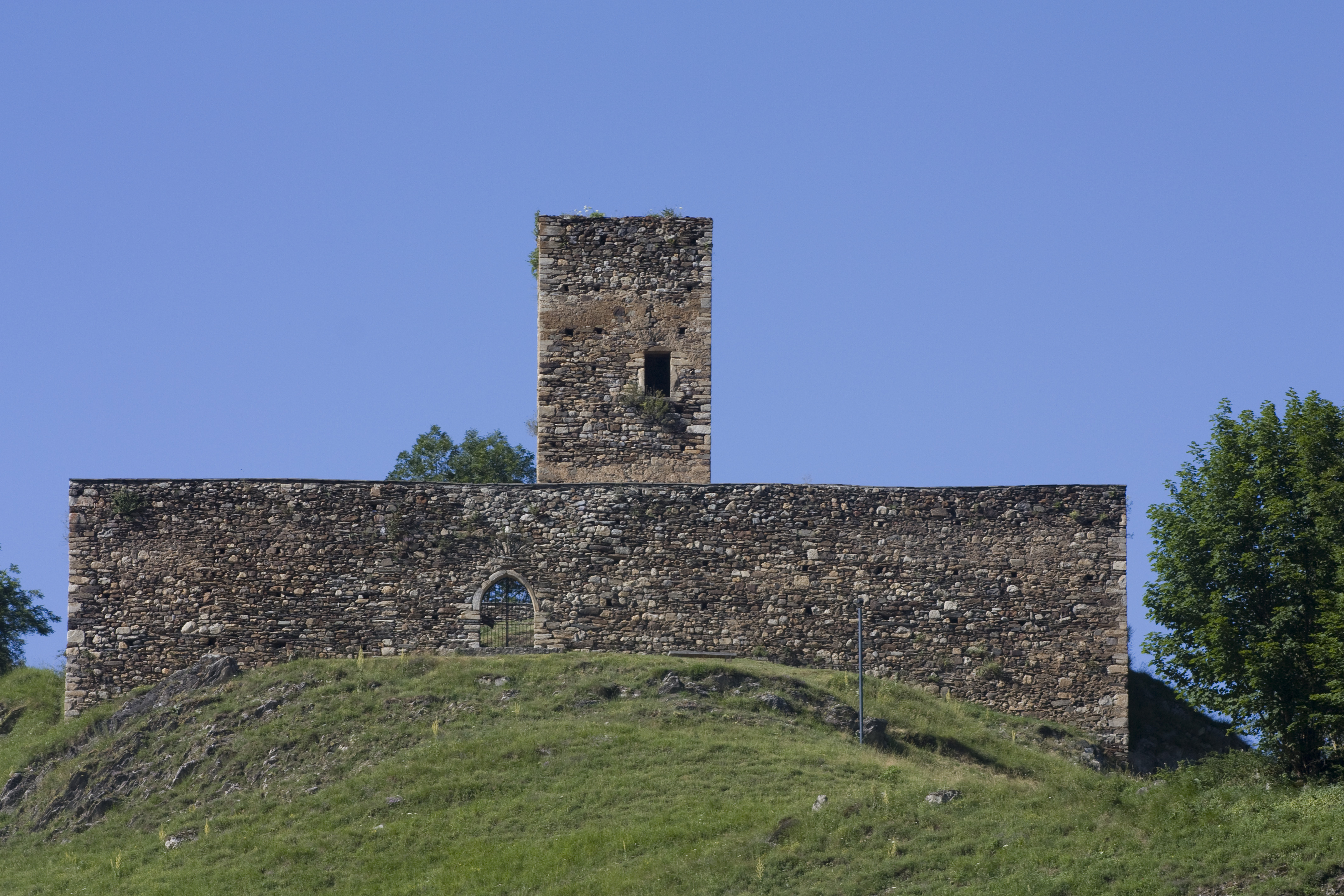
Замок Женос
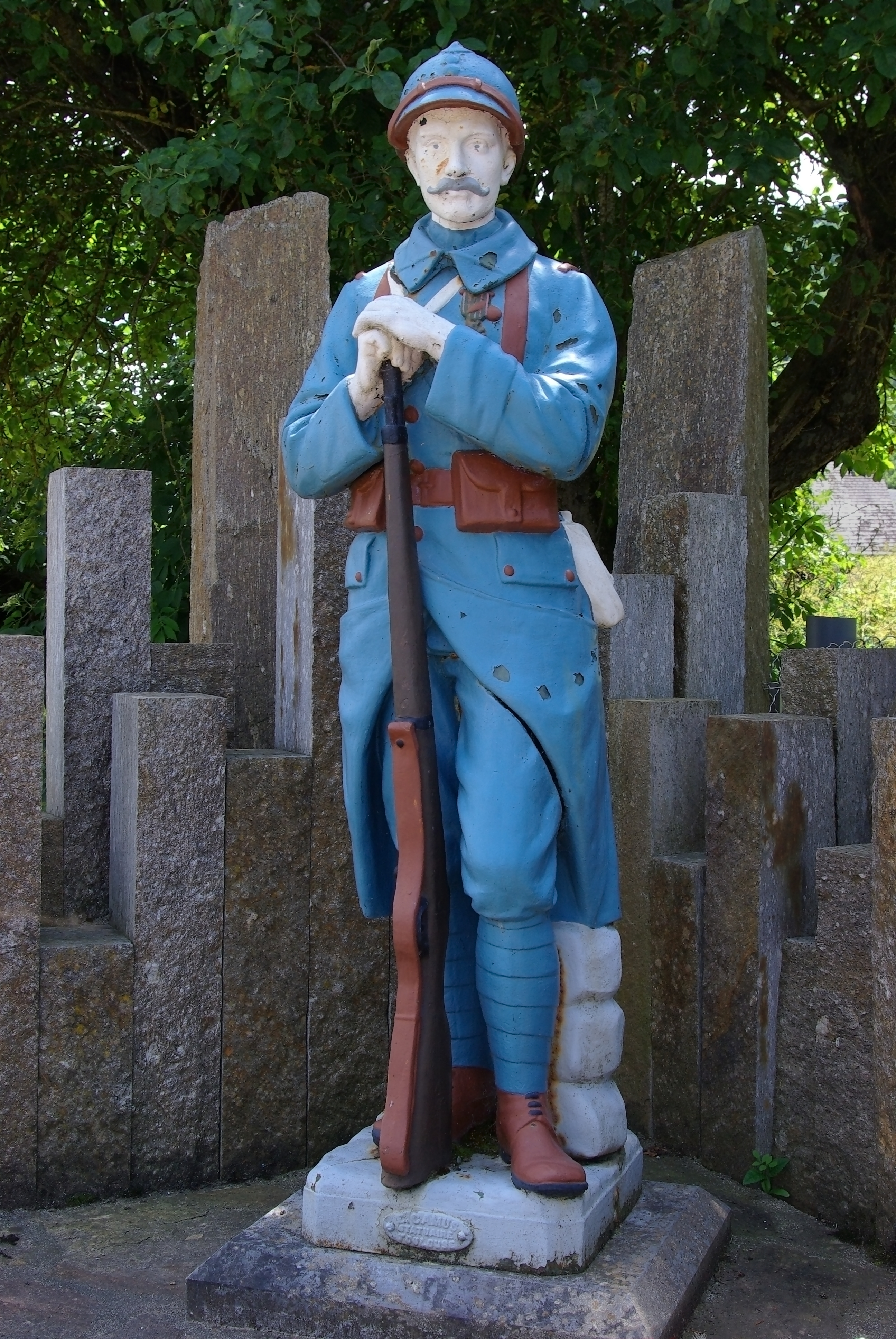
Военный мемориал
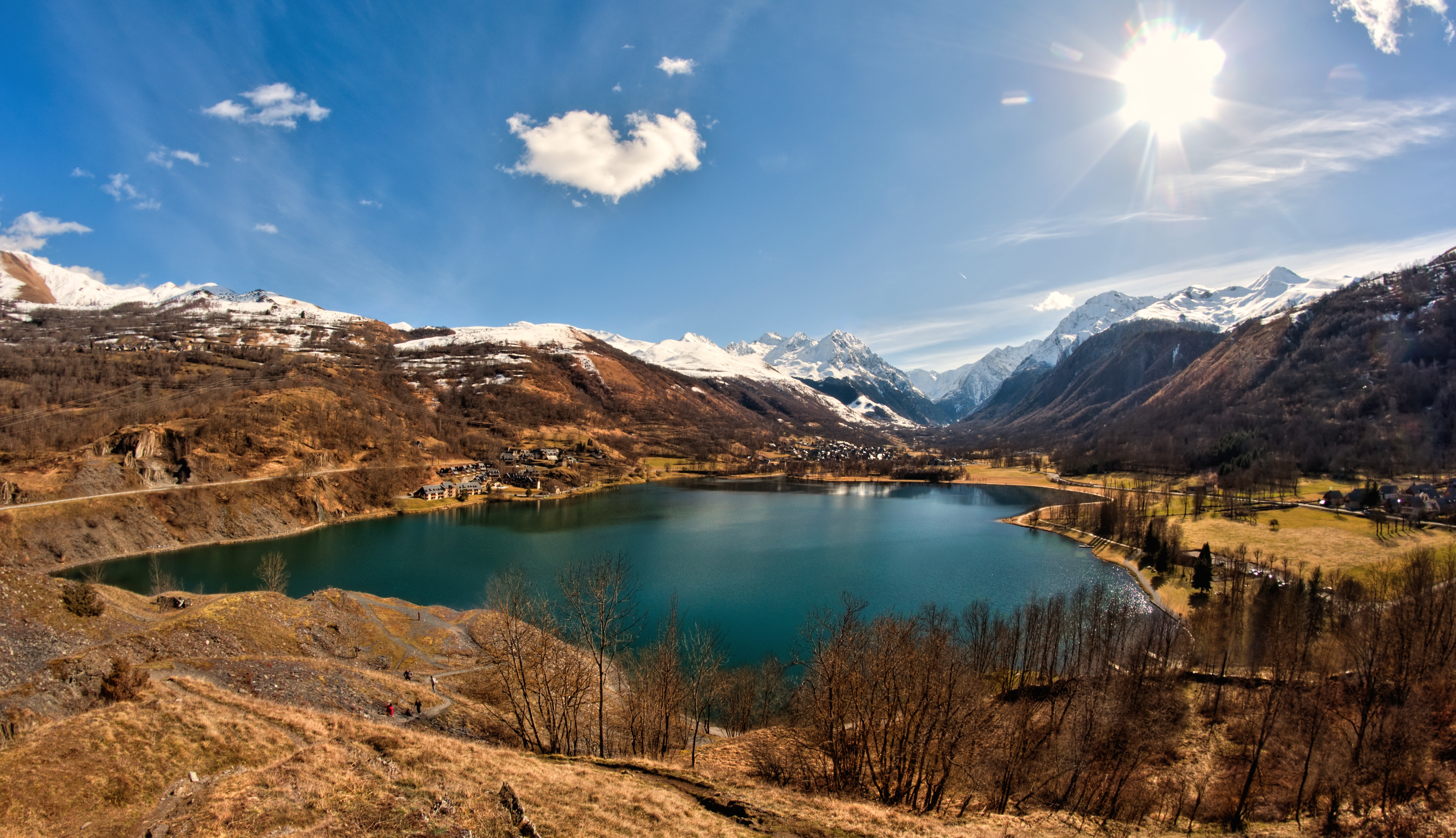
Озеро Женос-Луданвьель